# Stranraer
Stranraer är en ort i Storbritannien.   Den ligger i kommunen Dumfries and Galloway och riksdelen Skottland, i den centrala delen av landet, 500 km nordväst om huvudstaden London. Stranraer ligger 12 meter över havet och antalet invånare är 10 581.
Terrängen runt Stranraer är platt åt sydväst, men åt nordost är den kuperad. En vik av havet är nära Stranraer norrut. Runt Stranraer är det ganska glesbefolkat, med 36 invånare per kvadratkilometer. Stranraer är det största samhället i trakten. Trakten runt Stranraer består i huvudsak av gräsmarker.